# دونالد كلارك (لاعب كريكت)
دونالد كلارك (15 مايو 1926 في المملكة المتحدة - ) (بالإنجليزية: Donald Clarke)‏ هو لاعب كريكت بريطاني.

## وصلات خارجية
- دونالد كلارك على موقع إي آس بي آن كريك إنفو (الإنجليزية)